# Школов, Евгений Михайлович
Евгений Михайлович Школов (род. 31 августа 1955, Дрезден, ГДР) — российский государственный деятель.
Действительный государственный советник Российской Федерации 1 класса (с 25 января 2008 года).

## Биография
Евгений Михайлович Школов родился 31 августа 1955 года в Дрездене (ГДР) в семье советского разведчика.
В 1977 году Школов закончил Ивановский государственный энергетический университет, после чего по 1992 год работал на промышленных предприятиях Ивановской области.
С 1981 по 1983 год служил в рядах Советской армии.
По сведениям СМИ, после работы конструктором на фабрике имени Крупской ушёл в органы КГБ (согласно официальной биографии, проходил действительную военную службу), а в 1980-х годах вместе с Владимиром Путиным работал в резидентуре в ГДР и даже сидел с ним в одном кабинете..
С 1992 по 1998 год работал на должностях специалиста и заведующего отделом внешнеэкономических связей администрации города Иваново, после чего до 2000 года работал на должности директора-координатора союза промышленников и предпринимателей Ивановской области
С 2000 по 2002 год — главный федеральный инспектор по Ивановской области аппарата полномочного представителя Президента Российской Федерации в Центральном федеральном округе.
С 2001 года имел классный чин действительного государственного советника 3 класса.
С сентября 2002 по март 2005 года работал на должности помощника руководителя администрации президента РФ Александра Волошина.
В марте 2005 года стал вице-президентом, в апреле того же года — членом правления ОАО «Акционерная компания по транспорту нефти „Транснефть“».
15 ноября 2006 года был назначен на должность начальника департамента экономической безопасности МВД РФ.
19 ноября 2007 года был назначен на должность заместителя министра внутренних дел РФ.
25 января 2008 года Евгению Михайловичу Школову присвоен чин действительного государственного советника Российской Федерации 1-го класса.
11 июня 2011 года президент Дмитрий Медведев освободил Школова от должности заместителя министра внутренних дел РФ.
С 2011 по 2012 год работал на должности председателя совета директоров открытого акционерного общества «Научно-производственная корпорация „Уралвагонзавод“ им. Ф. Э. Дзержинского».
23 мая 2012 года был назначен на должность помощника Президента Российской Федерации, где курировал деятельность управления президента по вопросам госслужбы и кадров. Его появление недолгое время воспринималось как символ «новой старой элиты» в окружении Путина.
С 11 апреля 2013 года Школов является уполномоченным по проверке деклараций чиновников. Он отвечает за реализацию законов о проверке достоверности деклараций претендентов на государственные должности и закона «О противодействии коррупции». Чтобы инициировать ту или иную проверку, Школову необходимо подавать запросы в Федеральную службу по финансовому мониторингу.
7 июня 2013 года Евгений Школов указом президента России был назначен уполномоченным по антикоррупционным проверкам. Согласно указу, он будет «уполномочен принимать решения об осуществлении проверок, предусмотренных нормативными правовыми актами РФ о противодействии коррупции».
В СМИ Евгения Школова называли главным кадровиком Путина (за курирование работы управления президента по вопросам госслужбы и кадров и контроль в ежедневном режиме работы управления по противодействию коррупции) и теневым силовиком Кремля (в его ведении несколько лет находилось несколько рабочих групп и комиссий, состоявших из выходцев из правоохранительных органов).
13 июня 2018 года, через пять недель после инаугурации Владимира Путина, Евгений Школов покинул свой пост в рамках перестановок в администрации президента. Его должность занял проработавший 20 лет в ФСБ Анатолий Серышев, сам Школов был номинирован в список кандидатов для избрания в совет директоров АО «Системный оператор Единой энергетической системы».

### Группа Школова
Группа Школова и рассуждения о её усилении (ослаблении), а также борьбе с другими объединениями во власти за несколько лет смогли стать мемом и символом конспирологии. Первыми о её наличии сообщили журналист Сергей Пархоменко (в эфире радиостанции Эхо Москвы в апреле 2013 года) и газета Собеседник (декабрь 2013 года). С 2016 года о судьбе «группы Школова» начал размышлять посвящённый политической аналитике и инсайдам анонимный канал в мессенджере Telegram Незыгарь, далее к нему присоединились коллеги по цеху, после чего «группа Школова» вернулась в поле зрения более крупных российских СМИ. Отличительной чертой подобных записей стало отсутствие сведений о составе группы Школова и разъяснений её поступков, а также акцент на её всемогуществе в кадровых вопросах. Наивысшей точкой стало пародирование подобной стилистики другими каналами, для которых действия группы Школова могли объяснить любое событие в жизни, политике и природе; стёбу подвергалась и она сама (в мае «группа Школова» усилилась и ослабилась одновременно). После 13 июня в соцсетях с иронией заговорили о потери группой Школова самого Школова и её гибели.
Как отмечал комментатор «Карнеги» Андрей Перцев, «группы Школова» в реальности никогда не существовала, хотя само выражение возникло по аналогии с реально существующими объединениями властных чиновников, связанных с братьями Ковальчуками и Ротенбергами, Сергеем Чемезовым и другими персонами из ближнего круга Владимира Путина. В то же время по данным его источников во власти, Евгений Школов входил в двадцатку влиятельнейших людей Кремля, хотя и не мог влиять на процесс назначения на важнейшие посты.

## Семья
Женат, двое детей. Дочь, Аделина Школова — соучредитель НПО «Полюс».

## Санкции
6 апреля 2018 года включён в санкционный «Кремлёвский список» США в числе 17 чиновников и 7 бизнесменов из России, наиболее приближённых к Владимиру Путину.
24 июня 2021 года был внесён в санкционный список Украины. 8 февраля 2023 года, на фоне вторжения России на Украину, Школов внесён в санкционный список Великобритании.